# De re metallica libri XII
De re metallica libri XII (v překladu z latiny Dvanáct knih o hornictví a hutnictví) je spis významného německého učence Georgia Agricoly vydaný krátce po autorově smrti v roce 1556 v Basileji. Na základě dedikačního listu ze dne 1. prosince 1550, jímž Agricola dílo připsal saskému kurfiřtovi, lze usuzovat, že práce byla dokončeno již v tomto roce, ale vydání pozdržel tematický výběr a zhotovení 292 dřevorytů s vysvětlivkami názorně ilustrujících pojednání a také negativní postoj panovníka.

De re metallica pojednává o výskytu, vyhledávání, dobývání a zpracování nerostů. Ve své době bylo dílo pokládáno za nejúplnější spis v oblasti hornictví a v několika následujících staletích bylo využíváno jako víceméně autoritativní učebnice.

## Obsah

### Kniha I
Kniha první „obsahuje to, co by proti této vědě, kovům a horníkům bylo lze namítati, nebo čím tito mohou odporovati.“

### Kniha II

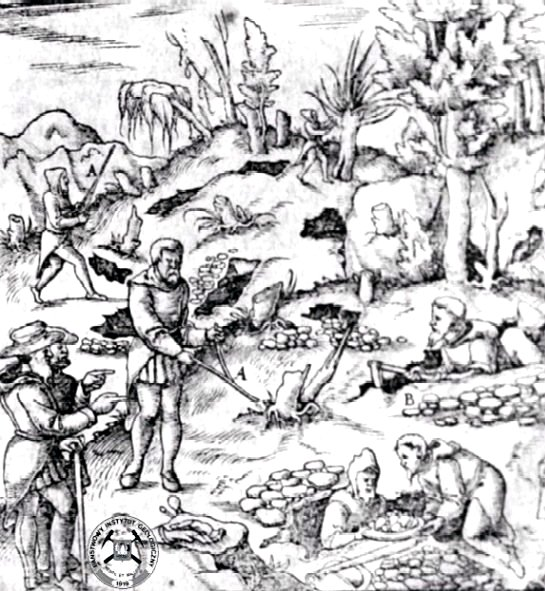
Ilustrace ke Knize II: Vyhledávání pomocí virgule (A) a kutací příkop (B)

Kniha druhá „poučuje horníka a přechází v obvyklé pojednání o nalézání žil.“

### Kniha III
Kniha třetí „jedná o žilách a žilkách a jejich přemístění.“

### Kniha IV
Kniha čtvrtá „vykládá způsob vyřizování žil a dotýká se úřadů hornických.“

### Kniha V
Kniha pátá „poučuje o rubání žil a o umění měřičově.“

### Kniha VI
Kniha šestá „popisuje nástroje a stroje hornické.“

### Kniha VII
Kniha sedmá „jedná o zkoušení rud.“

### Kniha VIII
Kniha osmá „učí o umění, jak drtiti rudu, plaviti a pražiti.“

### Kniha IX
Kniha devátá „líčí způsob vytavování rudy.“

### Kniha X
Kniha desátá „vzdělává hutníky k povolání oddělovat stříbro od zlata a olovo od téhož stříbra.“

### Kniha XI
Kniha jedenáctá „zasvěcuje do způsobů, jak oddělovati stříbro od mědi.“

### Kniha XII
Kniha dvanáctá „dává naučení, jak vyráběti sůl, sodu, ledek, kamenec, vitriol, síru, skalní vosk a sklo.“
Ukázka textu:
| „ | Mnozí myslí, že jest hornictví něco náhodného a nečistá práce, a vůbec zaměstnání toho druhu, které si vyžaduje více tělesné námahy než umění. Mně však, uvažuji-li dobře jeho části, zdá se, že věc se má zcela jinak. Neboť horník musí být svého umění dokonale znalý tak, aby ihned věděl, která hora, který kopec nebo která údolní nebo rovinná poloha výhodněji by mohla býti kopána, nebo má-li se zříci kopání. Pak musí znáti žíly, žilky a vrstvy skal. Dále musí důkladně poznati mnoho různých druhů zemin, roztoků, drahokamů, kamenů, mramorů, hornin, kovů a sloučenin; konečně má rozuměti každému způsobu prací podzemních. Posléze by měl znáti umění, jak různé látky zkoušeti a připravovati k tavení, kteréž samo jest nad míru různotvaré. | “ |

### České editace textu
- AGRICOLA, Georgius. Jiřího Agricoly dvanáct knih o hornictví a hutnictví. Překlad Bohuslav Ježek, Josef Hummel. Praha: Ministerstvo hornictví a hutnictví, 1933. 504 s.
- AGRICOLA, Georgius. Jiřího Agricoly dvanáct knih o hornictví a hutnictví. Překlad Bohuslav Ježek, Josef Hummel. reprint., podle prvního českého (1933) vyd. Praha: Národní technické muzeum, 1976. 504 s.
- AGRICOLA, Georgius. Jiřího Agricoly dvanáct knih o hornictví a hutnictví. Překlad Bohuslav Ježek, Josef Hummel. 1. české 3. tisíciletí., opatřeno úvody a studiemi, reprint podle prvního českého (1933) vyd. Ostrava: Montanex, 2001. 546 s. ISBN 80-7225-057-4.
- AGRICOLA, Georgius. Jiřího Agricoly dvanáct knih o hornictví a hutnictví. Překlad Bohuslav Ježek, Josef Hummel. 2., nezměněné 1. českého 3. tisíciletí, opatřeno úvody a studiemi, reprint podle prvního českého (1933) vyd. Ostrava: Montanex, 2007. 546 s. ISBN 80-7225-057-4.